# San Giorgioklasse
De San Giorgioklasse is een Italiaanse klasse landingsschepen van het type landingsplatform-dok (LPD). Ze zijn achteraan voorzien van een onderdeks dok, en hebben een doorlopend vliegdek met vier landingsplaatsen voor helikopters. Ze hebben geen hangar voor de helikopters. Dergelijke schepen zijn bedoeld om met behulp van landingsvaartuigen in het dok en de helikopters op het dek troepen en materieel aan land af te zetten. Er zijn vier schepen van de klasse gebouwd: drie voor de Italiaanse marine en een voor de Algerijnse marine. De Italiaanse schepen hebben hun thuisbasis in Brindisi.
In 1972 nam Italië twee oude Amerikaanse landingsschepen voor tanks over. De San Giorgioklasse moest deze Gradoklasse opvolgen. De bouw van het eerste schip, de San Giorgio (L 9892), begon in mei 1985. Het schip was in februari 1987 af en werd een jaar later in dienst genomen. De kiel van de San Marco (L 9893) werd in maart 1985 gelegd, en in oktober 1987 was het klaar om in mei 1988 in dienst te komen. De schepen konden duizend ton vracht vervoeren, bestaande uit drie landingsboten en dertig middelzware pantservoertuigen met 350 troepen. Het vliegdek loopt niet helemaal door tot de boeg, zodat daar een 76 mm-kanon kon worden geplaatst. Aan de zijkant zijn davids voorzien, waarmee landingsboten voor troepen en een patrouilleboot te water kunnen worden gelaten.
De San Giusto (L 9894) werd van 1991 tot 1993 gebouwd als het derde, enigszins verbeterde, schip van de klasse. In 1994 nam de Italiaanse marine het in dienst. Dit schip wordt vooral ingezet als opleidingsschip voor de marine-academie van Livorno. In 1999-2000 werden de twee eerste schepen grondig verbouwd. Het vliegdek werd vergroot door het 76 mm-kanon te verwijderen en de davids naar een richel te plaatsen. Daardoor was er genoeg plaats voor twee medium en twee kleine helikopers. Verder werden ook de boegdeuren verwijderd. De vervanging van beide schepen is reeds gepland. In de plaats zouden twee 190 meter lange en 21-24 000 ton zware schepen van het type landing-helikopter-dok (LHD) komen.
In 2011 bestelde Algerije een verbeterd en iets groter schip van de San Giorgioklasse. Deze Kalaat Béni Abbès (474) werd tussen 2012 en 2014 in Italië gebouwd en in september van dat laatste jaar in dienst genomen door de Algerijnse marine. Dit schip heeft vooraan het 76 mm-kanon, en achter het eiland een lanceerinrichting voor Aster-luchtdoelraketten. Het heeft 150 bemanningsleden en biedt plaats aan 440 landingstroepen.